# Lužice, Hodonín
Lužice là một làng thuộc huyện Hodonín, vùng Jihomoravský, Cộng hòa Séc.